# 초과보험
초과보험(超過保險)은 보험금액이 보험가액을 초과한 보험이다.  보험을 투기의 목적으로 이용할 우려로 상법은 일정한 규제를 가하고 있다. 당사자가 초과보험이라는 사실을 알지 못하고 계약을 체결한 “단순초과보험”과 보험계약자의 사기에 의해 체결된 “사기적(詐欺的) 초과보험”(동조 제4항)으로 나눌 수도 있다.

## 관련조문
제669조 (초과보험)

① 보험금액이 보험계약의 목적의 가액을 현저하게 초과한 때에는 보험자 또는 보험계약자는 보험료와 보험금액의 감액을 청구할 수 있다. 그러나 보험료의 감액은 장래에 대하여서만 그 효력이 있다.

② 제1항의 가액은 계약당시의 가액에 의하여 정한다.

③ 보험가액이 보험기간중에 현저하게 감소된 때에도 제1항과 같다.

④ 제1항의 경우에 계약이 보험계약자의 사기로 인하여 체결된 때에는 그 계약은 무효로 한다. 그러나 보험자는 그 사실을 안 때까지의 보험료를 청구할 수 있다.

## 효력

### 단순초과보험
초과보험이라는 사실에 대하여 당사자가 선의였던 경우에는 보험자 또는 보험계약자는 보험료와 보험금액의 감액을 청구할 수 있는데(제669조 제1항 본문) 이는 형성권(形成權)이다.

### 사기적 초과보험
보험계약자의 사기로 인해 초과보험이 체결된 때에는 그 계약은 무효로 한다(제669조 제4항 본문). 그러나 계약이 무효임에도 불구하고 보험자는 초과보험의 사실을 안 때까지의 보험료를 청구할 수 있다(동항 단서).

## 판례
사기로 인하여 체결된 중복보험계약이란 보험계약자가 보험가액을 넘어 위법하게 재산적 이익을 얻을 목적으로 중복보험계약을 체결한 경우를 말하는 것이므로, 통지의무의 해태로 인한 사기의 중복보험을 인정하기 위하여는 보험자가 통지의무가 있는 보험계약자 등이 통지의무를 이행하였다면 보험자가 그 청약을 거절하였거나 다른 조건으로 승낙할 것이라는 것을 알면서도 정당한 사유 없이 위법하게 재산상의 이익을 얻을 의사로 통지의무를 이행하지 않았음을 입증하여야 할 것이고, 단지 통지의무를 게을리하였다는 사유만으로 사기로 인한 중복보험계약이 체결되었다고 추정할 수는 없다